# جيمس إف. فيليبس
جيمس إف. فيليبس (بالإنجليزية: James F. Phillips)‏ هو مدرس أمريكي، ولد في 20 نوفمبر 1930، وتوفي في 3 أكتوبر 2001.